# Нарон
Нарон (гал. Narón, ісп. Narón) — муніципалітет в Іспанії, у складі автономної спільноти Галісія, у провінції Ла-Корунья. Населення — 37 712 осіб (2009).
Муніципалітет розташований на відстані близько 508 км на північний захід від Мадрида, 25 км на північний схід від Ла-Коруньї.

## Демографія
Динаміка населення (INE ):

## Галерея зображень

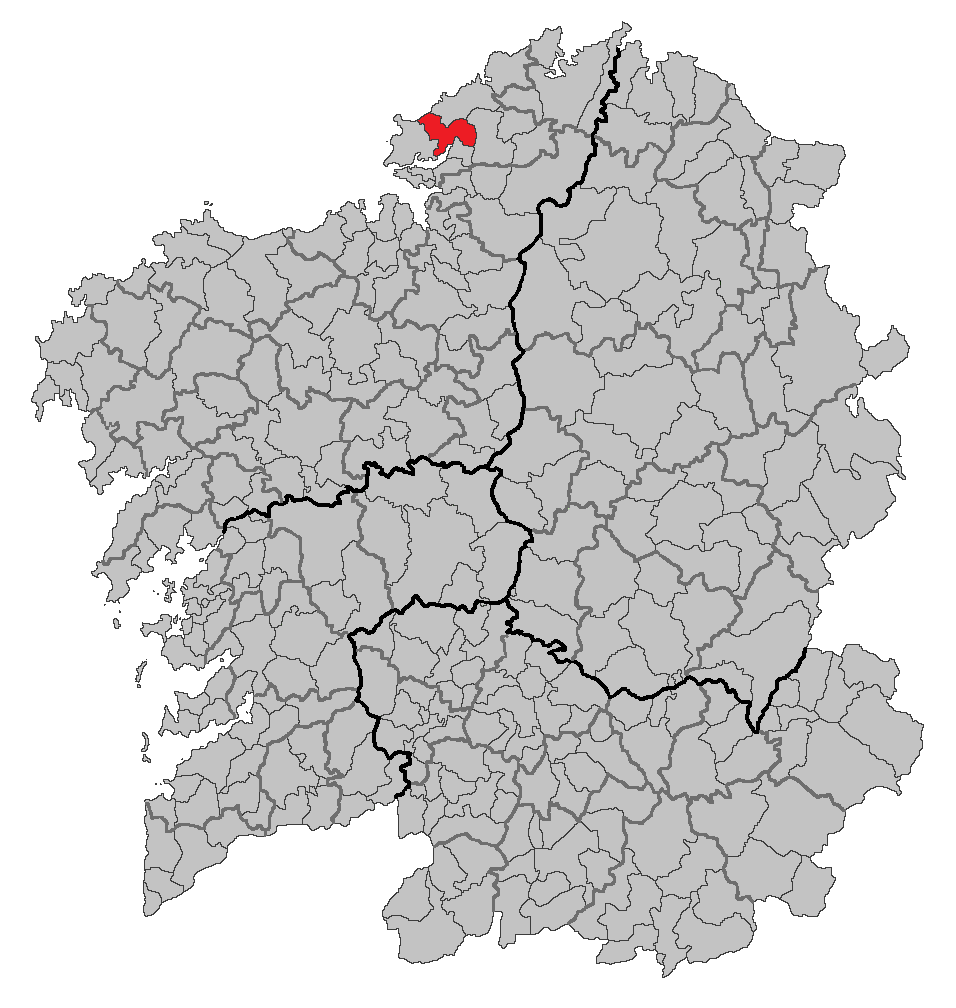
Розташування муніципалітету
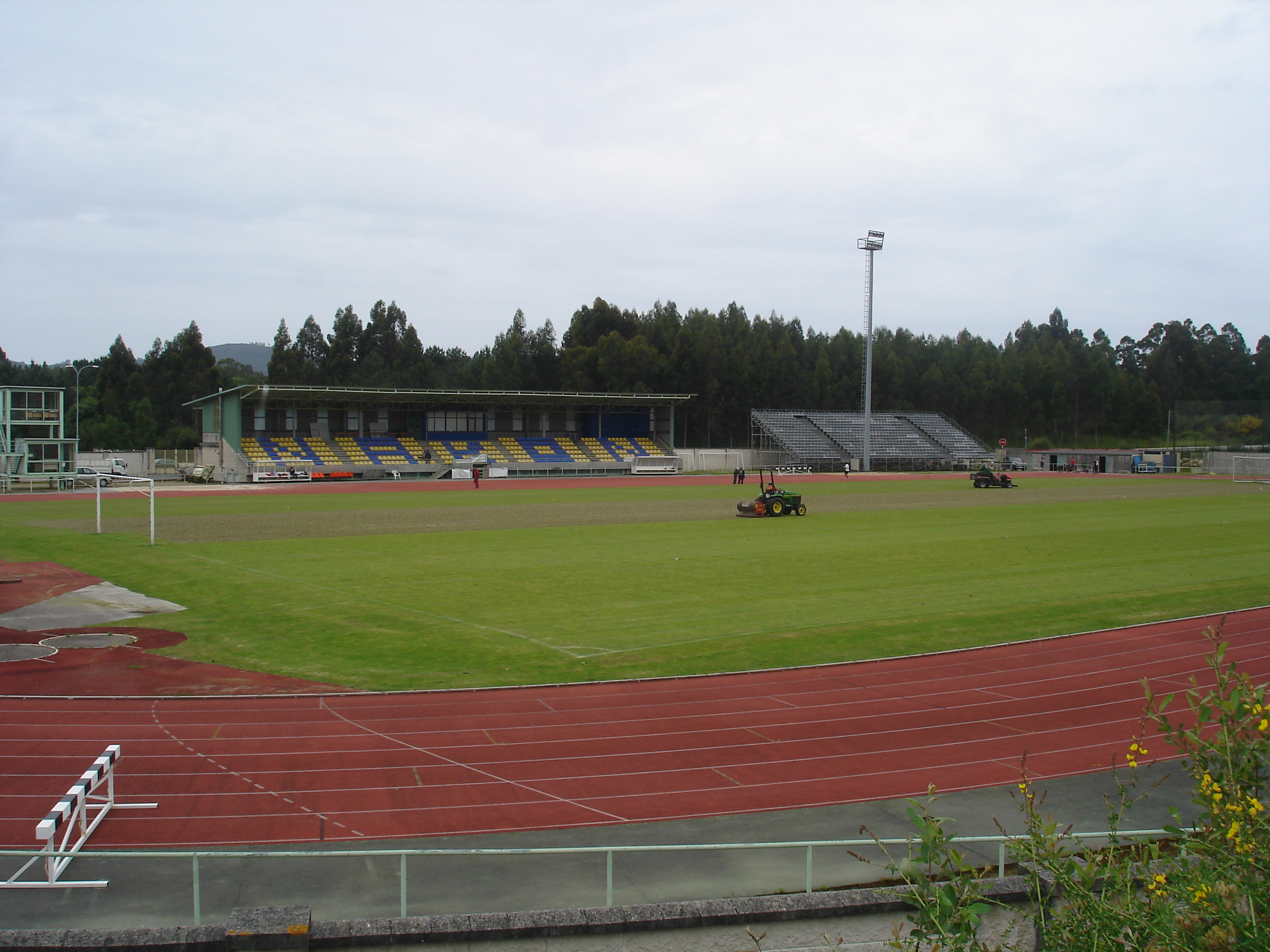
Муніципальний стадіон Ріо-Секо